# Zemeros
Zemeros é um género de borboletas que pertence à família Riodinidae.

## Espécies
- Zemeros flegyas
- Zemeros emesoides